# Colgaroides frontalis
Colgaroides frontalis är en insektsart som först beskrevs av Melichar 1902.  Colgaroides frontalis ingår i släktet Colgaroides och familjen Flatidae. Inga underarter finns listade i Catalogue of Life.